# Hiroshi Saito
Hiroshi Saito (斉藤 浩史 Saito Hiroshi?,  nacido el 13 de noviembre de 1970 en Tokio) es un exfutbolista japonés que se desempeñaba como defensa.

## Trayectoria

### Clubes
| Club            | País   | Año         |
| --------------- | ------ | ----------- |
| Yomiuri         | Japón  | 1989 - 1992 |
| XV Novembro-Jaú | Brasil | 1992        |
| Shimizu S-Pulse | Japón  | 1993 - 1994 |
| Brummell Sendai | Japón  | 1995        |

## Palmarés

### Títulos nacionales
| Título                   | Club    | País  | Año       |
| ------------------------ | ------- | ----- | --------- |
| Japan Soccer League      | Yomiuri | Japón | 1990-1991 |
| Copa Japan Soccer League | Yomiuri | Japón | 1991      |
| Japan Soccer League      | Yomiuri | Japón | 1991-1992 |